# Saint-Cyprien (Dordogna)
Saint-Cyprien è un comune francese di 1 630 abitanti situato nel dipartimento della Dordogna nella regione della Nuova Aquitania.

## Società

### Evoluzione demografica
Abitanti censiti